# Atelier V.V.

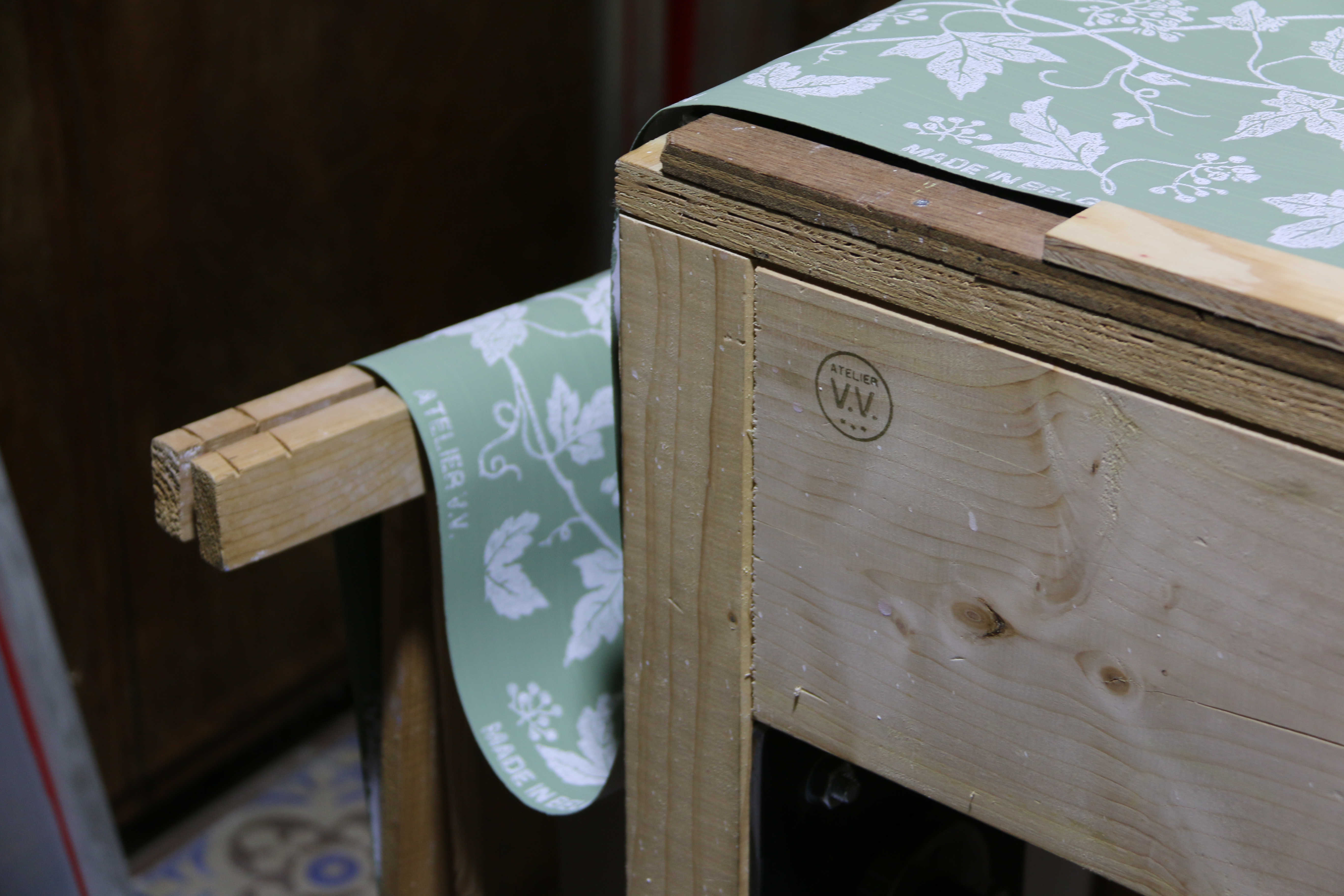
Atelier V.V.

Atelier V.V. is een klein atelier van behangpapier aan de Latemdreef in het Belgische Sint-Maria-Latem (Zwalm). Het is het enige atelier in de Benelux waar in experimentele fase handgedrukt behangpapier in blokdruk wordt gemaakt, en één van de weinige plaatsen ter wereld waar dat nog op die manier wordt vervaardigd (naast onder andere bij het Franse Manufacture Zuber et Cie, het Engelse Atelier d'Offard en Cole & Son, het Amerikaanse Adelphi Paper Hanging). Het atelier werd opgericht door Dimitri Vermeylen en Vicky Vermeire. Het specialiseert zich in historisch handgedrukt behang. Het atelier nam in 2024 deel aan de Erfgoeddag.